# Euthorybeta
Euthorybeta är ett släkte av fjärilar. Euthorybeta ingår i familjen Brachodidae.
Kladogram enligt Catalogue of Life:
| Euthorybeta | \| \| Euthorybeta ochroplaca \| \| \| \| \| \| Euthorybeta xanthoplaca \| \| \| \| |
|             | \| \| Euthorybeta ochroplaca \| \| \| \| \| \| Euthorybeta xanthoplaca \| \| \| \| |
|             | Atractoceros                                                                       |
|             |                                                                                    |
|             | Atychia                                                                            |
|             |                                                                                    |
|             | Hoplophractis                                                                      |
|             |                                                                                    |
|             | Palamernis                                                                         |
|             |                                                                                    |
|             | Phycodes                                                                           |
|             |                                                                                    |
|             | Pseudocossus                                                                       |
|             |                                                                                    |
|             | Sagalassa                                                                          |
|             |                                                                                    |
|             | Sisyroctenis                                                                       |
|             |                                                                                    |
|             | Synechodes                                                                         |
|             |                                                                                    |
|             | Euthorybeta ochroplaca                                                             |
|             |                                                                                    |
|             | Euthorybeta xanthoplaca                                                            |
|             |                                                                                    |

|  | Euthorybeta ochroplaca  |
|  |                         |
|  | Euthorybeta xanthoplaca |
|  |                         |